# Edward Furlong
Edward Walter Furlong, född 2 augusti 1977 i Glendale i Kalifornien, är en amerikansk skådespelare.

## Uppväxt och karriär
Furlong växte upp hos sin mor och från 14 års ålder hos sin morbror. Furlong upptäcktes av Mali Finn, som var ansvarig rollbesättare för Terminator 2, och han fick då rollen som John Connor. Han fick dock inte spela John Connor när Terminator 3 spelades in 2003 på grund av att han hade hamnat i drogmissbruk.[källa behövs]

## Privatliv
Furlong har tidigare varit gift med skådespelerskan Rachael Bella. De har tillsammans en son, född 2006. Furlong är aktiv i djurrättsrörelsen och vegetarian. Utöver skådespelandet har han släppt en skiva i Japan.

## Filmografi
- 1991 – Terminator 2 - Domedagen (John Connor)
- 1992 – American Hearts (Nick Kelson)
- 1992 – djurkyrkogården 2 (Jeff Matthews)
- 1993 – A Home of Our Own (Shayne Lacey)
- 1994 – Little Odessa (Reuben Shapira)
- 1994 – Brainscan (Michael Bower)
- 1995 – Gräsharpan (Collin Fenwick)
- 1996 – Before and After (Jacob Ryan)
- 1996 – T2 3-D: Battle Across Time
- 1998 – Pecker (Pecker)
- 1998 – American History X (Danny Vinyard)
- 1998 – Detroit Rock City (Hawk)
- 2000 – Animal factory (Ron Decker)
- 2001 – I Cavalieri che fecero l'impresa
- 2003 – Three Blind Mice (Thomas Cross)
- 2004 – Riders on the Storm
- 2005 – The Crow: Wicked Prayer (Jimmy Cuervo)
- 2005 – Intermedio (Malik)
- 2005 – Cruel world (Philip Markham)
- 2005 – Venice Underground (Gary)
- 2005 – Jimmy and Judy (Jimmy Wright )
- 2006 – The Visitation (Brandon Nichols)
- 2006 – The Covenant: Brotherhood of Evil (David Goodman)
- 2006 – Warriors of Terra (Chris)
- 2007 – Living & Dying (Sam)
- 2007 – Dark Reel (Adam Waltz)
- 2009 – Stoic
- 2011 – The Green Hornet